# Live in Toronto Canada
Live in Toronto Canada är det amerikanska rockbandet Weens andra livealbum, släppt 2001. Konserten på albumet spelades in den 23 oktober 1996 i Kanada.
AllMusic kritikern Jason Aneky gav albumet 4 av 5 i betyg. Han tyckte att den var bättre än bandets första livealbum, Paintin' the Town Brown: Ween Live 1990–1998.

## Låtlista
Alla låtar skrevs av Ween, förutom "Piano Man", som skrevs av Billy Joel.
1. "Pretty Girl" - 2:55
2. "What Deaner Was Talkin' About" - 2:13
3. "Japanese Cowboy" - 4:26
4. "Pumpin' 4 the Man" - 2:17
5. "Mister Richard Smoker" - 3:15
6. "Spinal Meningitis (Got Me Down)" - 3:34
7. "Help Me Scrape the Mucus Off My Brain" - 2:56
8. "Waving My Dick in the Wind" - 3:06
9. "Push th' Little Daisies" - 2:48
10. "Buenas Tardes Amigo" - 10:37
11. "Poop Ship Destroyer" - 5:58
12. "I'm Holding You" - 6:55
13. "Doctor Rock" - 5:15
14. "The HIV Song" - 3:14
15. "Piano Man" - 2:05
16. "Fluffy" - 14:20